# 황영구
황영구(1978년 2월 6일 ~ )은 전 KBO 리그 야구 선수의 포수이다.

## 출신학교
- 포항제철고등학교
- 경남대학교